# Cantonul Laval-Nord-Est
Cantonul Laval-Nord-Est este un canton din arondismentul Laval, departamentul Mayenne, regiunea Pays de la Loire, Franța.

## Comune
- Changé
- Laval (parțial, reședință)
- Saint-Germain-le-Fouilloux
- Saint-Jean-sur-Mayenne